# Варгин, Владимир Николаевич
Владимир Николаевич Варгин (20 января 1866 — 15 марта 1936) — русский агроном, заведующий кафедрой сельскохозяйственной экономии и организации хозяйства Пермского университета (с 1920), Герой Труда РСФСР. Отец С. В. Варгина, создателя и первого зав. кафедрой металловедения и термической обработки (1949—1960) Пермского университета.

## Биография
Родился 20 января (по новому стилю 1 февраля) 1866 года в городе Спасске Казанской губернии.
Рос в провинциальной мещанской семье. Его отец Николай Андреевич Варгин, сын бывшего крепостного крестьянина, держал в Спасске бакалейную лавку и слыл известным в округе оптовым торговцем спиртными напитками.

### Образование
Родители послали его учиться в Екатеринбург, где Владимир в 1884 году окончил с серебряной медалью местную классическую гимназию. Затем он отправился в Москву и поступил в Петровскую (ныне Тимирязевскую) земледельческую академию. В 1888 году успешно окончил академию и уже вскоре был удостоен степени кандидата сельскохозяйственных наук за сочинение «Зелёное удобрение и значение его для крестьянских хозяйств Пермской губернии».

### Деятельность
В течение последующих десяти лет — с 1889 по 1899 годы — Владимир Николаевич трудился земским агрономом в городе Красноуфимске Пермской губернии. Он заведовал фермой, был преподавателем специальных дисциплин и руководил практическими занятиями в Красноуфимском среднем сельскохозяйственном училище (сейчас оно носит его имя). На учебной ферме Варгин впервые на Урале применил осеннюю зяблевую вспашку, заменил традиционное трёхполье на многопольные севообороты, пропагандировал минеральные туки, внедряя результаты своих опытов в крестьянских хозяйствах региона.
В 1899 году поселился в Перми, где жил и работал до конца своих дней. С 1899 по 1913 годы Варгин занимал должность губернского агронома Пермского губернского земства. В этой должности занимался проведением мероприятий в русле аграрной политики П. А. Столыпина.
В последующие годы заведовал сельскохозяйственными опытными учреждениями в Пермской губернии, стал преподавать на агрономическом факультете Пермского университета.
В 1908 году был делегатом первого Всероссийского съезда представителей кооперативных учреждений.
В 1920 году учёные Пермского университета избрали Владимира Варгина профессором агрономического факультета и заведующим кафедрой сельскохозяйственной экономии и организации хозяйства.
Умер Владимир Николаевич Варгин 15 марта 1936 года в возрасте 70 лет. Похоронили его в Перми на Егошихинском кладбище. В 1944 году рядом с Владимиром Варгиным похоронили его дочь — Марию Владимировну, а в 1960 году — сына Сергея Владимировича (1896—1960), оба они были доцентами Пермского университета. С. В. Варгин являлся создателем и первым заведующим кафедрой металловедения и термической обработки (1949—1960).

## Труды
Большую известность получил «Элементарный курс общего земледелия» В. Н. Варгина (6-е изд. — в 1921 году). Этот доходчиво написанный учебник долгое время был широко распространённым пособием в сельскохозяйственных школах России.
В 1921—1922 гг. книги Варгина «Почвоведение», «Питание и размножение растений», «Удобрение» и «Обработка почвы» были изданы в Берлине в издательстве А. Девриена. В России пользовались популярностью также статьи Владимира Варгина в журналах по различным вопросам сельского хозяйства и сельскохозяйственного машиностроения.
Всего он опубликовал более 150 трудов по агрономии, организации и экономике сельского хозяйства.

## Память
Здание в Перми, где на сельскохозяйственной опытной станции работал В. Н. Варгин (ул. Краснова, д. 10), является по этой причине объектом культурного наследия регионального значения.